# Square du Cardinal-Verdier
Le square du Cardinal-Verdier est un square du 15e arrondissement de Paris.

## Situation et accès
Il est situé au 1, rue Thureau-Dangin, à l'angle du boulevard Lefebvre, à proximité du square de la Porte-de-la-Plaine et du square du Docteur-Calmette — plus grands et mieux équipés — et de l'église Saint-Antoine-de-Padoue.
Le square occupe une parcelle de l'espace vert situé au chevet de l'église. Il est contigu avec un terrain de pétanque géré par l'association Les Amis Les Gones, au 10, rue Gaston-Boissier. Une troisième parcelle de l'espace vert est affectée à la crèche collective de La Plaine.
Il est desservi par la ligne 12 à la station Porte de Versailles et par la ligne 3a du tramway d'Île-de-France à l'arrêt Georges-Brassens.

## Origine du nom
Il est nommé en l'honneur de l'archevêque de Paris, Jean Verdier (1864-1940).

## Historique
Ce square est créé et prend sa dénomination actuelle en 1931 sur l'emplacement du bastion no 73 de l'enceinte de Thiers.

## Bâtiments remarquables et lieux de mémoire
- On y trouve un vestige d'un mur ancien.

## Activités
Un bac à sable.